# Robert Schrieffer
John Robert Schrieffer (Oak Park (Illinois), 31 mei 1931 - Tallahassee, 27 juli 2019) was een Amerikaans natuurkundige die in 1972 samen met John Bardeen en Leon Cooper de Nobelprijs voor de Natuurkunde kreeg voor hun gezamenlijk ontwikkelde theorie van de supergeleiding, gewoonlijk BCS-theorie genoemd.

## Biografie
Schrieffer werd geboren in Oak Park als zoon van John H. Schrieffer en Louis Anderson. In 1940 verhuisde het gezin naar Manhasset (New York) en in 1947 naar Eustis (Florida) waar zijn vader – een voormalig farmaceutisch vertegenwoordiger – een nieuwe carrière begon in de citrusindustrie.
Na zijn diplomering aan de Eustis High School in 1949 werd Schrieffer toegelaten tot het Massachusetts Institute of Technology (MIT) waar hij de eerste twee jaar elektrotechniek studeerde om daarna te veranderen naar de natuurkunde. Na het behalen van zijn bachelor begon hij aan zijn promotiestudie aan de universiteit van Illinois te Urbana-Champaign, waar hij direct werd aangesteld als onderzoeksstudent onder professor Bardeen.
Nadat hij een theoretisch probleem van elektrische geleiding van halfgeleideroppervlaktes had uitgewerkt, spendeerde hij een jaar in het laboratorium waar hij de theorie toepaste op verschillende materialen. In het derde jaar van zijn studie ontwikkelde hij samen met Bardeen en Cooper de theorie van supergeleiding, waarmee hij uiteindelijk zijn doctoraat behaalde.
Met een beurs van het National Science Foundation bracht hij het academische jaar 1957-58 door aan de universiteit van Birmingham en het Niels Bohr-instituut in Kopenhagen, waar hij zijn onderzoek naar supergeleiding voortzette. Na een jaar gewerkt te hebben als assistent professor aan de universiteit van Chicago keerde hij in 1959 terug op de universiteit van Illinois als faculteitsmedewerker. In 1960 bezocht hij gedurende de zomer opnieuw het Bohr-instituut waar hij kennismaakte met Anne Grete Thomsen, met wie hij Kerstmis datzelfde jaar nog in het huwelijk trad. Samen kregen ze drie kinderen: Bolette, Paul en Regina.
In 1962 trad Schrieffer toe tot de faculteitsstaf van de universiteit van Pennsylvania in Philadelphia, waar hij in 1964 werd benoemd tot Mary Amanda Wood Professor in de natuurkunde. In 1980 werd hij benoemd tot hoogleraar aan de universiteit van Californië, om op te klimmen tot de positie van Chancellor Professor in 1984. Van 1984 tot 1989 diende hij als voorzitter van het Institute for Theoretical Physics in Santa Barbara. In 1992 werd hij benoemd tot universitair professor aan de Florida State University en hoofd wetenschap van het National High Magnetic Field Laboratory. Hier doet hij onder ander onderzoek naar supergeleiding op kamertemperatuur en de dynamica van elektronen in sterke magnetische velden.

## Supergeleiding
Toen Schrieffer zich als graduate student bij Bardeen meldde liet deze hem een lijst zien met daarop tien onderwerpen voor een promotieonderzoek. Hij koos voor het laatste – theorie van supergeleiding, hoewel hij niets van de theorie afwist. Samen met postdoc Leon Cooper, specialist op het gebied van de kwantumelektrodynamica, begon Schrieffer aan zijn promotieonderzoek. In 1956 ontdekt Cooper de theorie achter Cooperparen. Zijn oplossing was niet compleet: onduidelijk was hoe je van een enkel Cooperpaar tot een volledig veeldeeltjestheorie kon komen.
Toen Schrieffer eind januari 1957 met de metro onderweg was naar een bijeenkomst van de American Physical Society in New York kreeg hij een idee hoe de supergeleidende toestand kon optreden.
Het is net als bij de Frug [een dans uit de jaren 50]. Iedereen danst op z'n eigen houtje maar je blijft een paar, ook al raak je verder uit elkaar en komen er andere dansers tussen.
Na vier maanden arbeid verscheen in de Physical Review de 29 bladzijden lange Bardeen-Cooper-Schrieffer theorie over supergeleiding.

## Erkenning
Naast de Nobelprijs in de Natuurkunde die hij ontving voor zijn aandeel in de theorie van supergeleiding verkreeg Schrieffer nog verscheidene wetenschappelijke onderscheidingen, waaronder de Guggenheim Fellowship, de Oliver E. Buckley Condensed Matter Prize (1968), de Comstock Prize in Physics (1968, samen met Cooper) van de National Academy of Sciences, de John Ericsson Medal (1976) van de American Society of Swedisch Engineers, de Illinois Alumni Achievement Award van de universiteit van Illinois en in 1984 de National Medal of Science. Daarnaast kreeg hij eredoctoraten van de Technische Universiteit München en de universiteiten van Genève, Pennsylvania, Illinois, Cincinnati, Tel-Aviv en Alabama.

## Gevangenisstraf
Op 24 september 2004 veroorzaakte Schrieffer, onderweg van San Francisco naar Santa Barbara, een dodelijk verkeersongeval. Bij een snelheid van boven de 100 miles per uur verloor hij de controle over zijn auto en ramde een ander voertuig, waarbij een dode zou vallen en meerdere gewonden. Ten tijde van het ongeval bleek dat zijn rijbewijs geschorst was wegens negen eerdere snelheidsovertredingen. Aangeklaagd door doodslag werd hij veroordeeld tot twee jaar gevangenisstraf in het Richard J. Donovan Correctional Facility te San Diego.